# Château Haut-Brion

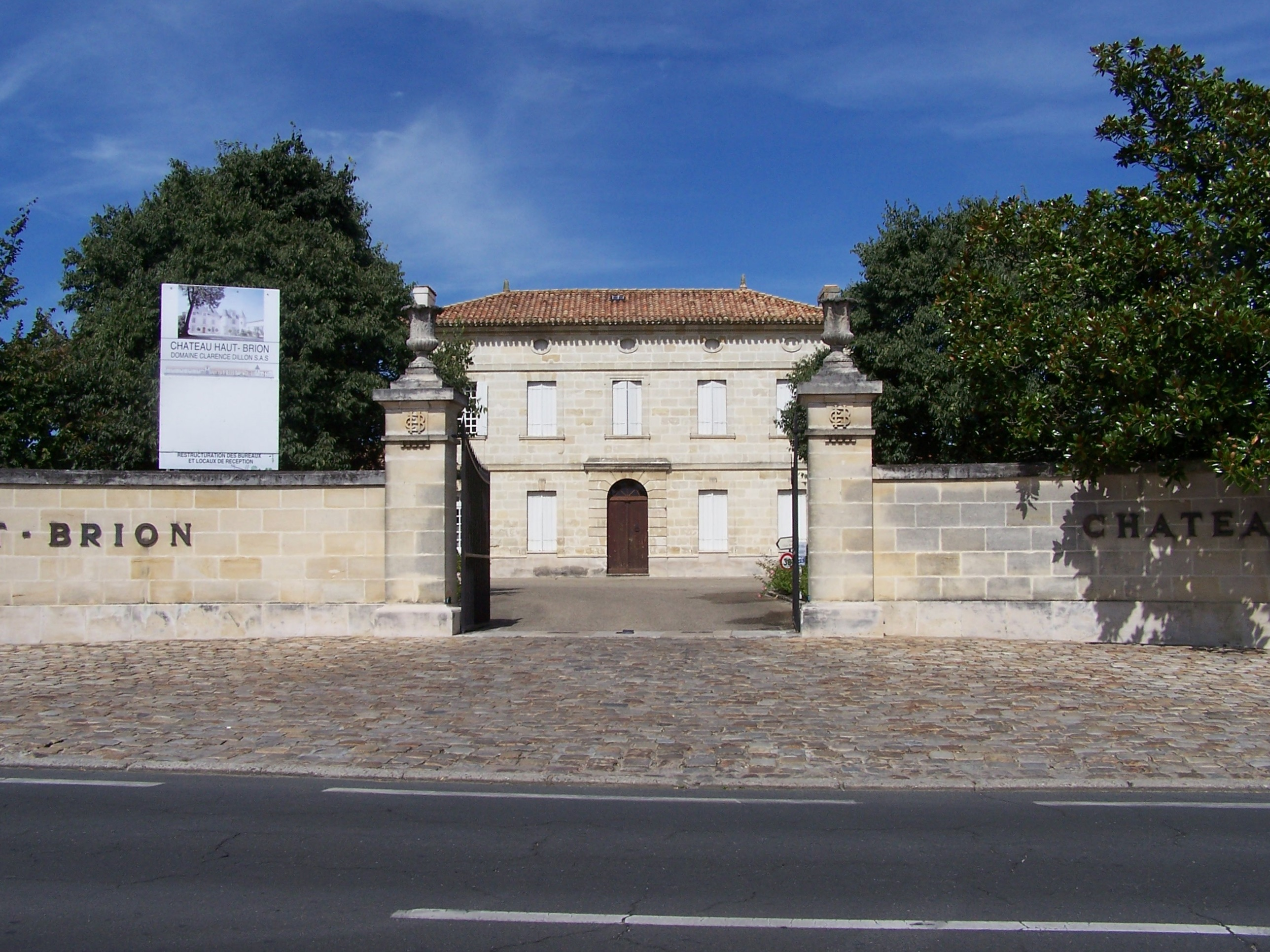
Čelní pohled na Château Haut-Brion

Château Haut-Brion je nejstarší a nejmenší z vinařských usedlostí, jimž byla při Bordeauxské klasifikaci vín v roce 1855 přiznána kategorie premier cru. Úředně je sice součástí obce Pessac-Léognan v oblasti Graves, ale její území je v podstatě sevřeno z jedné strany Pessakem a z druhé předměstím Bordeaux, které je centrem oblasti Médoc. Château Haut-Brion, jež leží v oblasti Graves, je jedinou usedlostí mimo oblast Médoc, jíž byla při legendární Bordeauxské klasifikaci vín v roce 1855 udělena zvláštní výjimka a byla zařazena do skupiny klasifikovaných usedlostí, navíc na její samotný vrchol. Château Haut-Brion je také první usedlostí, která propůjčila své jméno velkému vínu.

## Dějiny
Historici se domnívají, že se zde víno pěstovalo již v římských dobách, nicméně nejstarší doložená existence vinohradu se datuje do roku 1423. Vlastní historie usedlosti začíná v roce 1525, kdy se člen bordeauxského parlamentu Jean de Pontac oženil s Jeanne de Bellon, jež mu jako věno přinesla pozemek zvaný Haut-Brion. Pontac postupně skupoval okolní pozemky a o 25 let později zde začal budovat zámek. S nesmírnou jasnozřivostí jej postavil na místě, jež se nehodilo pro pěstování révy, a na veškeré vhodné půdě zřídil vinohrady.
Jeho potomci pokračovali v započatém díle. Asi 100 let po založení château zavedl François-Auguste de Pontac, jenž se v roce 1653 stal prezidentem bordeauxského parlamentu, nové metody prodeje vína a jeho uvádění na trh. Jako první začal do zahraničí vyvážet červené víno z jediného vinohradu. Hned po Velkém požáru Londýna v roce 1666 zde otevřel tavernu, která se rychle stala velmi oblíbeným místem. První zmínku o ní a o víně z Château Haut-Brion najdeme v Deníku kronikáře období stuartovské restaurace Samuela Pepyse. Napsal: „Pil jsem francouzské víno, kterému se říká Ho-Bryan. Mělo dobrou chuť, nejzvláštnější, s jakou jsem se kdy setkal.“ K dalším obdivovatelům tohoto vína v Anglii patřili též spisovatelé Daniel Defoe a Jonathan Swift a filozof John Locke. 

Po bouřlivém období Francouzské revoluce vlastnil usedlost v letech 1801–1804 francouzský ministr zahraničí Charles Maurice de Talleyrand-Périgord. Jedna z legend, jež o něm kolují, vypráví o tom, že povýšil gastronomii na umění a svůj stůl učinil nástrojem diplomacie. Méně se však už ví, že jeden z hlavních nástrojů jeho „stolní diplomacie“ nesl jméno vinohradu, jejž kníže zakoupil v Pessaku.
Dalším rodem, jehož jméno je spojováno s Château Haut-Brion, jsou Larrieuovi. Usedlost koupil v roce 1836 za vlády Ludvíka-Filipa pařížský bankéř Joseph-Eugène Larrieu. Díky jeho synu Amédéovi prošla poprvé velkou modernizací a začala produkovat výtečné víno.
Tradici spojení diplomacie s gastronomií zopakoval o sto padesát let po Talleyrandovi americký finančník Douglas Dillon, jenž v letech 1953–1957 působil jako velvyslanec USA ve Francii, a svým vínem zásoboval Bílý dům i Elysejský palác. Později, za prezidenta J. F. Kennedyho, se stal ministrem financí. Douglas Dillon byl synem významného newyorského bankéře Clarence Dillona, který založil další dynastii majitelů Château Haut-Brion. Usedlost zakoupil v roce 1935 od předchozího majitele André Gilberta po měsíci přemlouvání. Teprve krátce předtím byl zrušen americký zákon o prohibici, takže v zemi nastala neukojitelná poptávka po víně. Clarence Dillon se sice dostal do světa vín pozdě, přistupoval však k němu s výjimečným zanícením a se zdravým smyslem pro význam terroiru. Podařilo se mu předat své vinařské nadšení potomkům, takže dnes je u kormidla již čtvrtá generace. Vnučka Clarence Dillona Joan, vévodkyně de Mouchy, a jeho vnuk, kníže Robert Lucemburský, převzali pochodeň a se zápalem typickým pro rodinný podnik dnes vedou vinařství s názvem Domaine Clarence Dillon.

## Vinařství

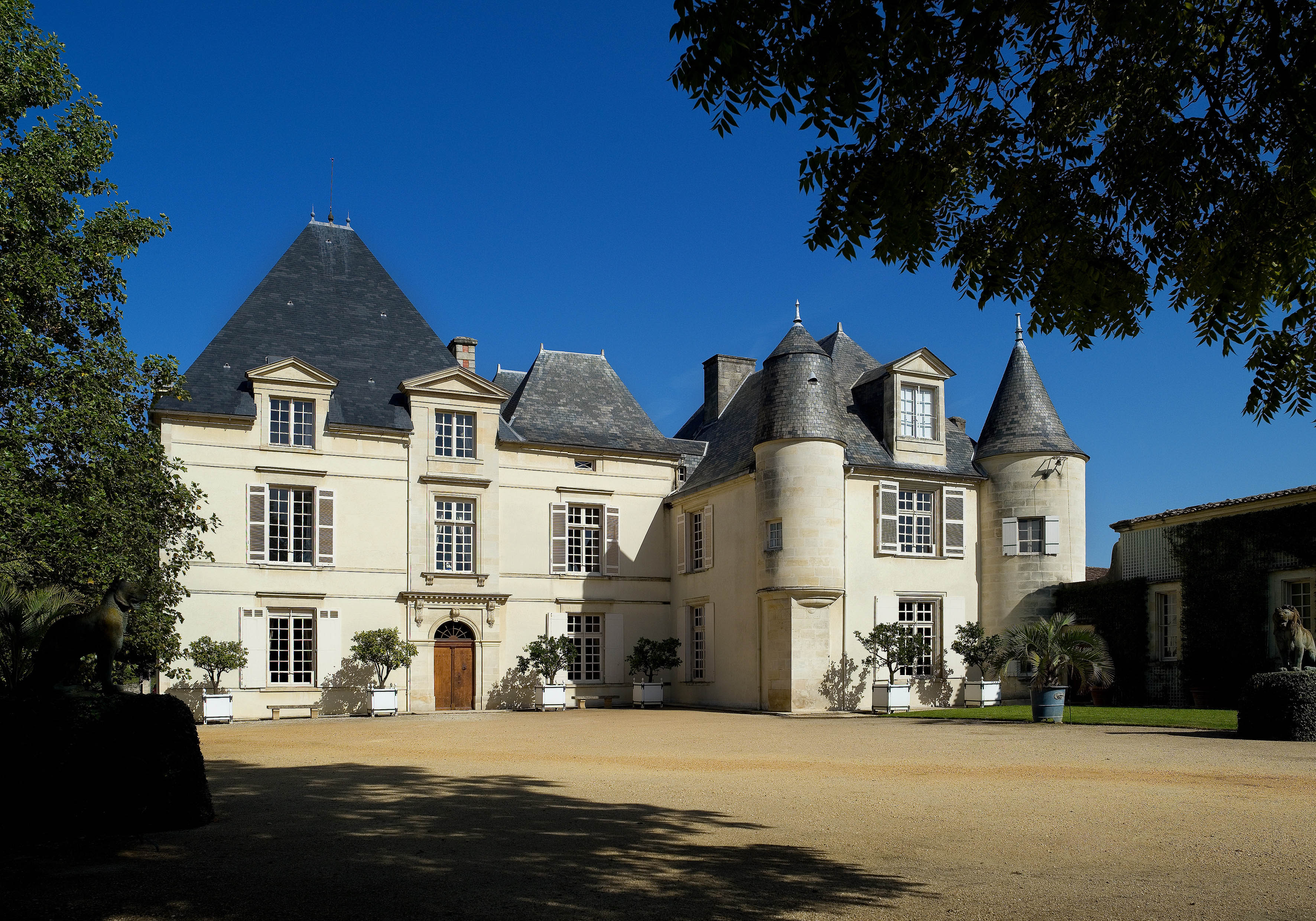
Château Haut-Brion

Haut-Brion je dnes „městské Graves“. Celá usedlost s vinohradem i sklepy je totiž obklopena bordeauxským předměstím a aglomerací Pessac-Léognan, od nichž je oddělují vysoké zdi, které usedlosti zajišťují pokoj a klid. Toto zvláštní městské mikroklima způsobuje, že zdejší hrozny dozrávají ve srovnání s ostatními vinicemi rychleji.
Pozemek usedlosti má rozlohu 109 akrů (44 ha), jež dávají každoročně mezi 12 000 až 15 000 kartony (1 karton = 12 láhví) vína. Vinohrad Château Haut-Brion je z 55 % osázen Cabernetem Sauvignon, z 25% Merlotem, z 20% Cabernetem Franc. Průměrné stáří keřů révy je 30 let.
Vinaři usedlosti Haut-Brion vždy propagovali pokrokové metody v pěstování vinné révy a výrobě vína. Po epidemii mšičky révokaze v polovině 19. století patřili mezi průkopníky roubování révy na podnože; po 2. světové válce zavedli používání mechanizace a traktorů a po ničivých mrazech v roce 1956 přešli na nový způsob selektivní výsadby. V 70. a 80. letech minulého století začali zavádět další moderní postupy. Z klonů, jež pocházejí ze zdejší révové školky, se postupně po částech obnovuje celý vinohrad.
V roce 1961 se Haut-Brion stalo prvním vinařstvím premier cru z oblasti Bordeaux, jež nahradilo staré dřevěné kvasné kádě tanky z nerezové oceli. Kromě zvýšení hygieny výroby vína se tím zlepšila kontrola teploty kvašení. Tyto tanky lze totiž i chladit, aby se dal v pravou chvíli zastavit fermentační proces.
Víno zraje v nových sudech z dubového dřeva po dobu 24 až 27 měsíců a poté se láhvuje a ukládá k dalšímu dlouholetému zrání.
Haut-Brion bylo prvním vínem kategorie premier cru, o němž existují záznamy, že bylo vyvezeno to do Spojených států: Během své cesty po Francii si totiž Thomas Jefferson, pozdější prezident USA, zakoupil šest kartonů zdejšího vína a nechal si je poslat na svoji usedlost ve Virginii.
Víno Haut-Brion, představuje skutečný klenot mezi všemi premier cru v kraji Bordeaux. Je to největší červené víno z oblasti Graves. Jeho nenapodobitelná chuť je dána terroirem vinohradu. Je velice jemné a dokonale hebké, vybraně harmonické a lahodné. Je vždy nádherně vytříbené a komplexní. Časem získává nenapodobitelný buket kouře a koření a jeho aroma se smyslně rozvíjí. Díky své dlouhověkosti může nádherně rozvinout svoji intenzitu, půvab i ušlechtilost.